# 일루바타의 아이들
일루바타르의 아이들(Children of Iluvatar)은 J. R. R. 톨킨의 가운데땅을 무대로 한 소설에서 아르다에 사는 두 개의 자유의지를 가진 백성인 요정 및 인간을 일컫는 말이다. 가운데땅을 포함한 모든 세계와 생물은 에루 일루바타르가 창조한 에아(세계) 안에서, 아이누에 의해 창조된 것에 비해, 요정과 인간은 일루바타르의 손에 의해 직접 창조되었기 때문에 이와 같이 불린다. 일루바타르에게는 아이누에 뒤잇는, 제2, 제3종족이 된다.

## 일루바타르의 첫째 자손
「일루바타르의 아이들」 가운데, 「일루바타르의 첫째 자손」이라고 불리는 것이 요정이다. 그들은 아이누를 닮은 성질을 가졌으며, 아르다에서의 최선의 생물로서 창조되어 최초로 눈을 뜬 자유의 백성이었다. 깨어난 뒤에 아이누의 가르침을 받았지만 아이누도 하지 못했던 신비적인 창조나, 위업을 행하는 이도 있었다. 불멸의 존재이기 때문에 수명이 존재하지 않으나, 육체가 깊게 다치는 경우나 깊은 슬픔에 빠졌을 때 죽는 일도 있다. 이마저도 죽은 뒤에 영혼이 만도스의 전당으로 가 발리노르에서 새롭게 부활할 수 있었다.

## 일루바타르의 둘째 자손
인간은 일루바타르의 직접 창조한 두번째 자손이다. 그들은 요정보다 뒤떨어지는 존재이며 상처나 병에 의해서도 요정보다 쉽게 죽는다. 또 아이누의 가르침을 받지 않았기 때문에, 쉽게 타락하는 일이 많았다. 그러나 그들에게는 일루바타르에 의해서 수명이라는 선물이 주어졌다. 그 때문에 성장하는 것도, 쇠약해지는 것도 빠르게 이루어졌기 때문에 불멸의 존재인 요정보다도 훨씬 빠르게 생애를 앞질러가고 운명을 열 수 있었다. 그리하여 그 인생의 성시에는 요정을 넘는 공업을 세우는 인물도 나왔다. 또한 가운데땅에서 유일하게 말하는 종족으로 남을 것이라는 운명이 부여된 종족이었기 때문에, 사우론이 몰락한 이후, 요정들이 전부 발리노르로 떠난 제 4시대에는 인간들의 시대가 열리게 된다.

## 이종족간의 관계
일루바타르의 의해서 창조된 세 종족, 아이누, 요정, 인간 사이에는 종족의 울타리를 넘어서 이어지는 경우도 종종 있었다.

### 아이누와 요정의 결합
마이아 멜리안과 요정 싱골이 결혼하여 그 사이에서 루시엔이 태어났다.

### 요정과 인간의 결합
- 요정인 루시엔과 인간인 베렌의 사이에서 디오르가 태어났다.
- 요정인 이드릴과 인간인 투오르의 사이에서 에아렌딜이 태어났다.
- 요정인 아르웬과 인간인 아라고른의 사이에서 엘다리온이 태어났다.
- 요정인 미스레르라스와 인간인 임라조르의 사이에서 갈라도르와 길미스가 태어났다.[2]

## 그 외의 자유의지를 가지고 있는 종족
일루바타르가 창조하지 않은 이종족에는 난쟁이, 엔트, 독수리, 호빗 등이 있다. 이 중 난쟁이는 발라 아울레가 창조했지만 일루바타르가 영혼을 주었기 때문에 일루바타르의 입양아라고도 불린다.